# Sabrina
Sabrina ist ein weiblicher Vorname.

## Herkunft und Bedeutung
Das ursprüngliche Wort „Sabrina“ stammt von „Habren“ bzw. „Hafren“ (vermutlich keltisch für „Fluss“).
Sabrina ist ebenfalls der lateinische Name des Flusses Severn in England, der angeblich nach einem Mädchen, das in ihm ertrunken war, benannt wurde. Ihre Sage wird in John Miltons Comus erzählt: Sabrina war eine jungfräuliche Königstochter, welche von ihrer Stiefmutter verfolgt und in dem Fluss ertränkt wird, der seither ihren Namen trägt. Laut dieser Legende soll sie nach ihrem Tode zu einer Nymphe bzw. zu der Göttin dieses Flusses geworden sein. Deshalb wird die Bedeutung des Namens Sabrina oft als „Nymphe des Flusses Severn“ o. ä. angegeben. Sie gilt auch als Schutzpatronin von Jungfrauen in Not.
Das Gedicht von John Milton gab den Namen zu dem verfilmten Stück:
„Sabrina fair, listen where thou art sitting,
Under the glassy cool translucent wave,
In twisted braids of lilies knitting
The loose train of thy amber-dropping hair;
Listen for dear honour's sake,
Goddess of the silver lake,
Listen and save![...]“
J. Milton: Comus.

## Verbreitung
In der ersten Hälfte des 20. Jahrhunderts war der Name Sabrina in Deutschland wenig gebräuchlich. Erst in den fünfziger und sechziger Jahren wurden Mädchen gelegentlich Sabrina genannt. Ende der Siebziger gewann der Name schnell an Popularität und war während der Achtziger einige Male unter den zehn meistvergebenen weiblichen Vornamen. Seit der Jahrtausendwende ist seine Beliebtheit wieder deutlich zurückgegangen.

## Bekannte Namensträgerinnen
- Sabrina Anderlik (* 1989), deutsche Schauspielerin
- Sabrina Buchholz (* 1980), deutsche Biathletin
- Sabrina Carpenter (* 1999), US-amerikanische Schauspielerin und Sängerin
- Sabrina Delannoy (* 1986), französische Fußballspielerin
- Sabrina Ferilli (* 1964), italienische Film- und Theaterschauspielerin
- Sabrina Fox (* 1958), deutsche Autorin und Moderatorin
- Sabrina Gonzalez Pasterski (* 1993), US-amerikanische Physikerin
- Sabrina Harman (* 1978), wegen Menschenrechtsverstößen verurteilte US-amerikanische Soldatin
- Sabrina Ionescu (* 1997), US-amerikanische Basketballspielerin
- Sabrina Janesch (* 1985), deutsch-polnische Schriftstellerin
- Sabrina Kruck (* 1981), deutsche Eishockeyspielerin
- Sabrina Lang (* 1987), deutsche Radiomoderatorin und Journalistin
- Sabrina Lange (* 1967), deutsche Reality-TV-Teilnehmerin
- Sabrina Litzinger (* 1984), deutsche Schauspielerin und Moderatorin
- Sabrina Le Beauf (* 1958), US-amerikanische Schauspielerin
- Sabrina Maier (* 1994), österreichische Skirennläuferin
- Sabrina Mockenhaupt (* 1980), deutsche Leichtathletin
- Sabrina Ouazani (* 1988), französische Schauspielerin
- Sabrina Paradies (* 1977), deutsches Fotomodell
- Sabrina Qunaj (* 1986), österreichische Schriftstellerin
- Sabrina Reiter (* 1983), österreichische Schauspielerin
- Sabrina Sabrok (* 1976), argentinische Schauspielerin und Sängerin
- Sabrina Sadowska (* 1964), Schweizer Ballett-Tänzerin, Choreografin und Stifterin
- Sabrina Salerno (* 1968), italienische Popsängerin
- Sabrina Schmatz (* 1983), deutsche Comicautorin
- Sabrina Setlur (* 1974), deutsche Rapperin
- Sabrina Simader (* 1998), kenianisch-österreichische Skirennläuferin
- Sabrina Starke (* 1979), niederländische Singer-Songwriterin
- Sabrina Staubitz (* 1968), deutsche Fernsehmoderatorin
- Sabrina Tophofen (* 1980), deutsche Autorin und Aktivistin für die Rechte von Kindern und Obdachlosen
- Sabrina Viguier (* 1981), französische Fußballspielerin
- Sabrina Weckerlin (* 1986), deutsche Sängerin und Musical-Darstellerin
- Sabrina White (* 1972), deutsche Komödiantin und Volksschauspielerin
- Sabrina Zwach (* 1969), deutsche Theaterschaffende und Kuratorin

Künstlername:
- Sabrina (1936–2016), britische Schauspielerin und Sexsymbol, eigentlich Norma Ann Sykes
- Sabrina Salerno (* 1968), italienische Popsängerin, üblicherweise als Sabrina aufgetreten
- Sabrina (* 1982), eine portugiesische Pop-Sängerin, eigentlich Teresa Villa-Lobos

Weitere Verwendung:
- (2264) Sabrina, Name eines Asteroiden des Hauptgürtels

## Varianten
- Sabria (kanadisch)
- Brinchen (Plattdeutsch)